# Kair Ramsis
Kair Ramsis (Ramzes) – dworzec kolejowy w Kairze w Egipcie. Jest największą stacją kolejową w tym kraju. Posiada 8 peronów.
Do budynku dobudowano pocztę oraz Muzeum Kolei Egipskich. Jest on główną budowlą placu Midan Ramsis (Plac Ramzesa). W czasach starożytnych, kiedy koryto pobliskiego Nilu przebiegało bardziej na wschód, w tym miejscu znajdował się Tendunyass, port Heliopolis. Arabowie nazwali go al-Maks (punkt celny), a Saladyn włączył go do fortyfikacji miasta. Potem została ona w tym miejscu wyburzona, dla powstałego dworca. W okolicy budynku postawiony jest 9-metrowy kolos Ramzesa II z czerwonego granitu, przeniesiony z Memfis w 1955. Wokół dworca znajdują się Wiadukty Heliopolis. Od strony północnej znajduje się dworzec autobusowy Turgoman Garage i postoje taksówek wieloosobowych. A od strony południowej znajdują się przystanki tramwajowe oraz Hotel Fontana i Hotel Everest.

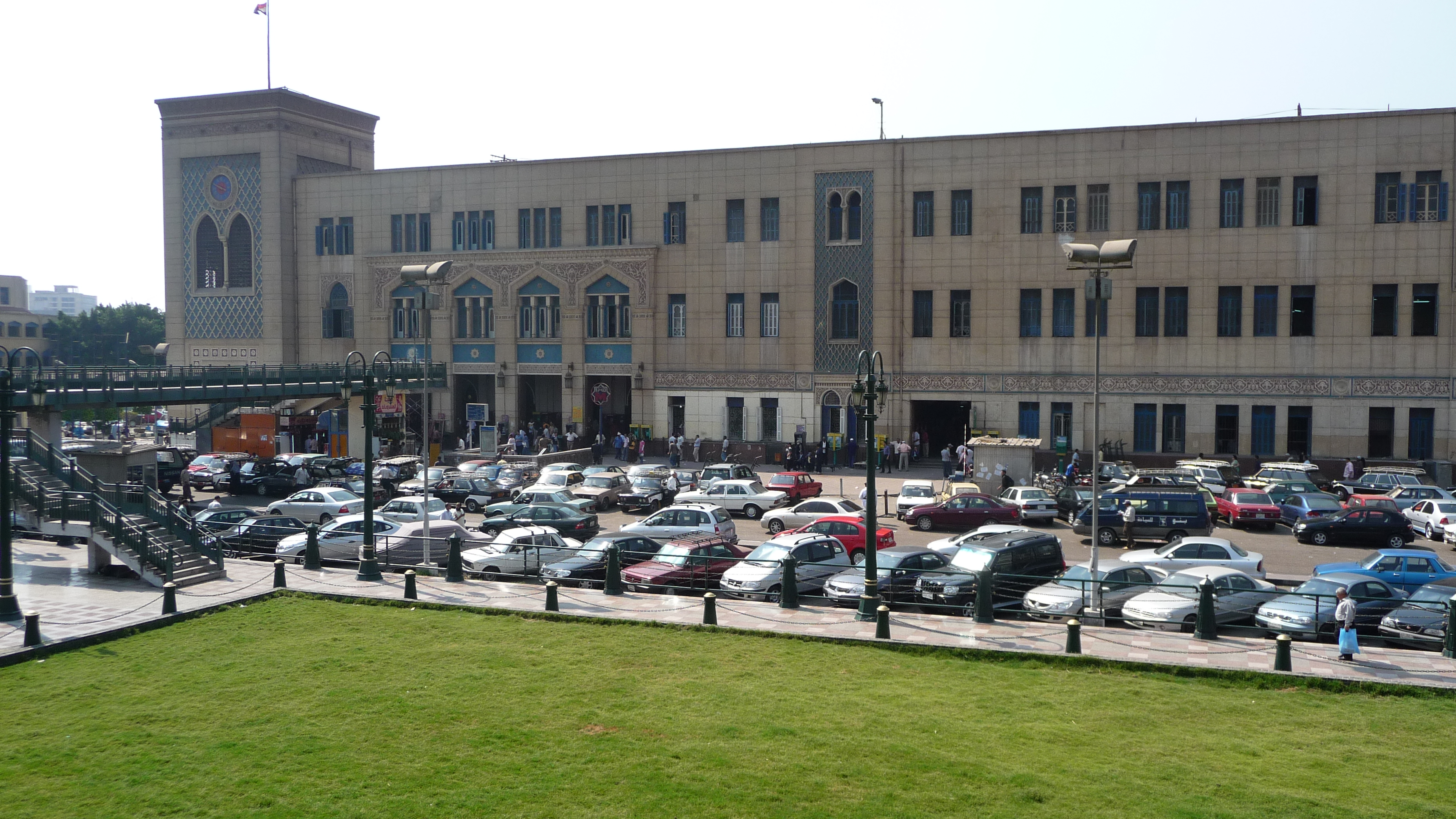
Budynek dworca